# Lynbrook
Lynbrook és una població dels Estats Units a l'estat de Nova York. Segons el cens del 2000 tenia 19.911 habitants.

## Demografia
Segons el cens del 2000, Lynbrook tenia 19.911 habitants, 7.369 habitatges, i 5.239 famílies. La densitat de població era de 3.843,8 habitants/km².
Dels 7.369 habitatges en un 30,5% hi vivien nens de menys de 18 anys, en un 58,4% hi vivien parelles casades, en un 9,9% dones solteres, i en un 28,9% no eren unitats familiars. En el 24,8% dels habitatges hi vivien persones soles l'11,9% de les quals corresponia a persones de 65 anys o més que vivien soles. El nombre mitjà de persones vivint en cada habitatge era de 2,66 i el nombre mitjà de persones que vivien en cada família era de 3,2.
Per edats la població es repartia de la següent manera: un 22,5% tenia menys de 18 anys, un 6,1% entre 18 i 24, un 30,4% entre 25 i 44, un 23,4% de 45 a 60 i un 17,7% 65 anys o més.
L'edat mediana era de 40 anys. Per cada 100 dones de 18 o més anys hi havia 86 homes.
La renda mediana per habitatge era de 62.373 $ i la renda mediana per família de 75.023 $. Els homes tenien una renda mediana de 50.795 $ mentre que les dones 36.545 $. La renda per capita de la població era de 27.211 $. Entorn del 2,5% de les famílies i el 4,2% de la població estaven per davall del llindar de pobresa.